# Albin Tahiri
Albin Tahiri, né le 15 février 1989 en Slovenj Gradec (RS de Slovénie), est un skieur alpin kosovar, d'origine albanaise par son père et slovène par sa mère. 

## Biographie
Il est dentiste de formation.
En juin 2009, il change de nationalité pour représenter le Kosovo et commence à concourir dans le circuit international à partir de 2017. Il est ainsi en 2018 porte-drapeau et seul athlète de sa délégation ainsi que le premier représentant du Kosovo aux Jeux olympiques d'hiver. Il y court les cinq épreuves au programme.
Dans la Coupe du monde, son premier départ date de mars 2017 à Kranjska Gora, après une première sélection en championnat du monde à Saint-Moritz. Aux Championnats du monde 2021, il réalise ses meilleures performances dans l'élite, terminant 37e du slalom géant et 32e du slalom.

## Palmarès

### Jeux olympiques d'hiver
| Épreuve / Édition   | Descente | Super G | Slalom géant | Slalom | Super combiné |
| JO 2018 Pyeongchang | 50e      | 47e     | 56e          | 39e    | 37e           |
| JO 2022 Pékin       | 35e      | -       | 30e          | 37e    | 15e           |

### Championnats du monde
| Épreuve / Édition | St.-Moritz 2017 | Åre 2019    | Cortina d'Ampezzo 2021 |
| Descente          | 51e             | 55e         |                        |
| Super G           | 49e             | 45e         |                        |
| Slalom géant      | Disqualifié     |             | 37e                    |
| Slalom            | 51e             |             | 32e                    |
| Combiné           | 45e             | Disqualifié |                        |

### Coupe du monde
Il n'a jamais terminé dans le top trente en Coupe du monde.